# 圣让德拉布拉基耶尔
圣让-德拉布拉基耶尔（法語：Saint-Jean-de-la-Blaquière，法語發音：[sɛ̃ ʒɑ̃ də la blakjɛʁ]）是法国埃罗省的一个市镇，位于该省中北部，属于洛代沃区。

## 地理
圣让-德拉布拉基耶尔（43°42'54"N, 3°25'22"E）面积17.22 平方千米，位于法国奧克西塔尼大區埃罗省，该省份为法国南部沿海省份，南濒地中海，西南接奥德省，西北接塔恩省和阿韦龙省，东北与加尔省接壤。
与圣让-德拉布拉基耶尔接壤的市镇（或旧市镇、城区）包括：勒博斯克、圣吉罗、圣普里瓦、圣萨蒂南德吕西扬、于斯克拉斯-迪博斯克。
圣让-德拉布拉基耶尔的时区为UTC+01:00、UTC+02:00（夏令时）。

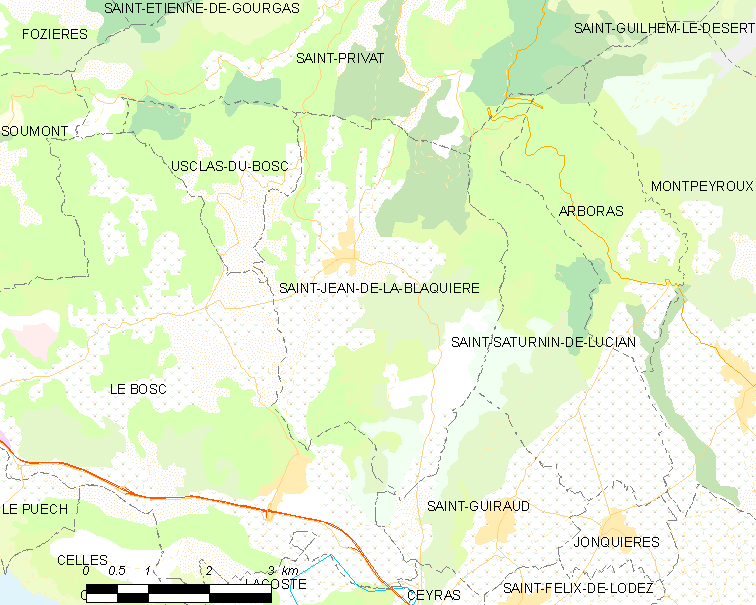
圣让-德拉布拉基耶尔的OSM定位图

## 行政
圣让-德拉布拉基耶尔的邮政编码为34700，INSEE市镇编码为34268。

## 政治
圣让-德拉布拉基耶尔所属的省级选区为洛代沃县。

## 人口

1962-2008年间圣让-德拉布拉基耶尔人口变化图示

圣让-德拉布拉基耶尔于2022年1月1日时的人口数量为695人。